# Gerhard Herzberg
Gerhard Herzberg (nume la naștere Gerhard Heinrich Friedrich Otto Julius Herzberg; n. 25 decembrie 1904, Hamburg, Imperiul German – d. 3 martie 1999, Ottawa, Ontario, Canada) a fost un chimist canadian de origine germană, laureat al Premiului Nobel pentru chimie (1971).